# Pier Giuseppe Murgia
Pier Giuseppe Murgia (Sterzing, Tirol del Sud, 6 de desembre de 1940) és un guionista i director de cinema italià.

## Biografia
Murgia va debutar com a escriptor el 1960 amb Il ragazzo di fuoco. Els anys següents, després de conèixer Cesare Zavattini, va escriure guions amb temes juvenils tant per al cinema com per a la pantalla, inclòs l'inusual Vermisat de 1974, dirigida per Mario Brenta.
Murgia va causar una sensació (majoritàriament negativa) amb el seu debut en la direcció amb Maladolescenza, pel qual va ser acusat de pornografia infantil. El 1981 va dirigir la seva segona i última pel·lícula pròpia La festa perduta sobre un altre tema controvertit, el terrorisme. Per aquesta pel·lícula va guanyar el premi al millor nou director al Festival Internacional de Cinema de Sant Sebastià 1981. Des de l'any següent, Murgia va treballar exclusivament per a la televisió. Les seves pel·lícules eren molt més convencionals, però també van tenir èxit amb el públic. En són exemples Voglia di volare o Una vittoria. Voglia di volare, una sèrie de quatre parts sobre una parella separada, interpretada per Gianni Morandi i la francesa Claude Jade, que es retroben a través de la seva filla, també es va mostrar a la televisió alemanya com a Wie im Flug. A més, però, va dirigir documentals. Del 1991 al 2009 va estar a Rai 3 com a responsable del programa Chi l'ha visto?.
Com a autor, Murgia va publicar dues novel·les més i tres volums de contes.

## Filmografia
- 1977: Maladolescenza
- 1981: La festa perduta
- 1984: Voglia di volare